# قطب الدين الرازي
قطب الدين الرازي (694 - 766 هـ / 1295 - 1365 م)  هو عالم بالحكمة والمنطق، من أهل الري.
هو محمد (أو محمود) بن محمد الرازي أبو عبد الله، قطب الدين، ويعرف أيضا بـ القطب التحتاني. نزل دمشق سنة 763 هجري وبها وفاته.

## آثاره
له زهاء خمسة عشر شرحا ومنصفا. نذكر منها:
- «المحاكمات» في المنطق - حاول فيه التوفيق بين آراء الفخر الرازي والنصير الطوسي على كتاب «الإشارات» لابن سينا.
- «تحرير القواعد المنطقية في شرح الشمسية» - ونعرف بالرسالة القطبية.
- «لوامع الاسرار في شرح مطالع الأنوار» في المنطق. وهو شرح لكتاب «مطالع الأنوار» للأرموي.
- رسالة في «الكليات وتحقيقها».
- «تحقيق معنى التصور والتصديق».[6]